# Geluidproductieplafond

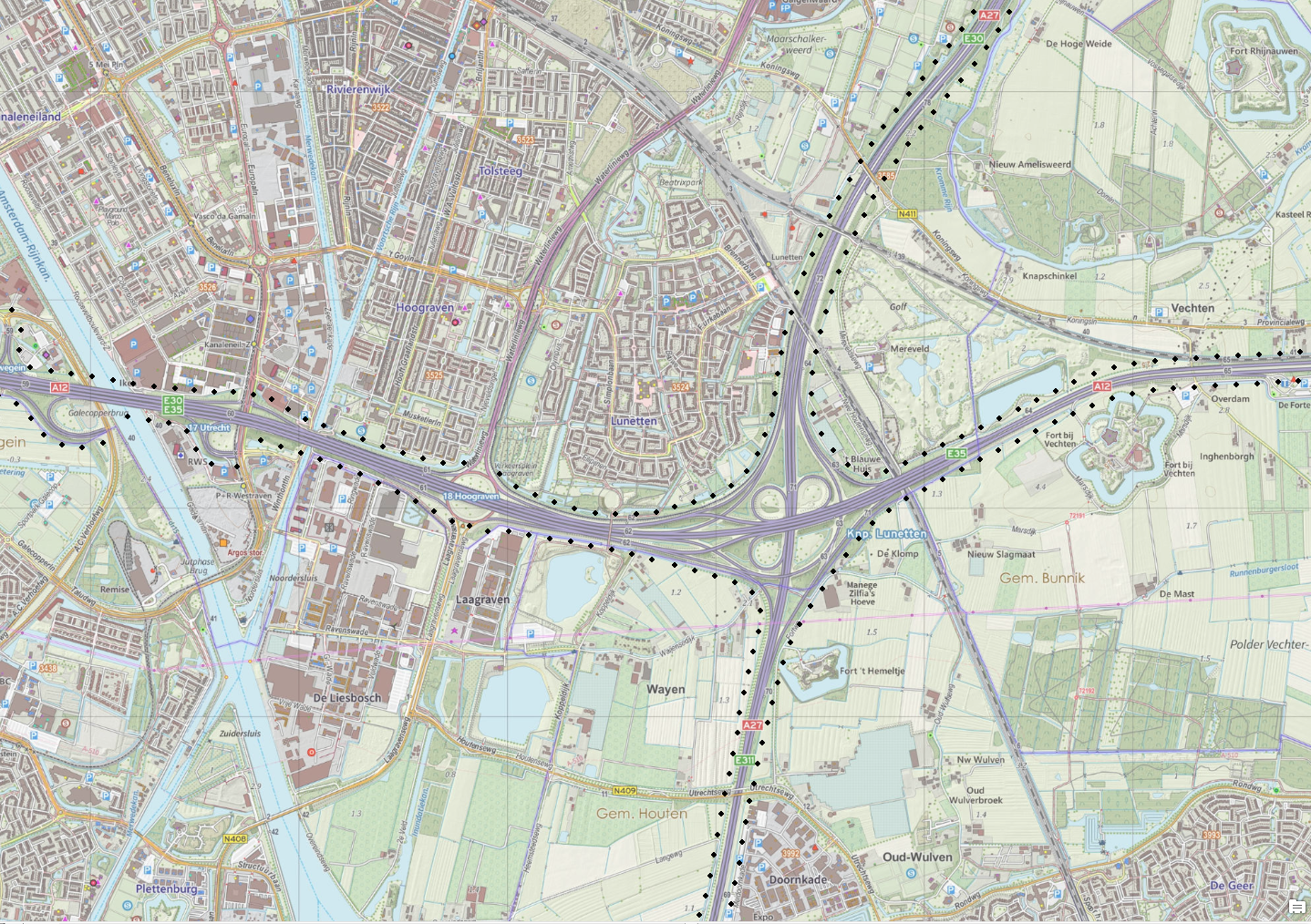
Voorbeelden van de ligging van de referentiepunten rond knooppunt Lunetten bij Utrecht in 2015

Een geluidproductieplafond is de maximale geluidsbelasting uitgedrukt in het jaargemiddelde Lden die op grond van de Nederlandse wetgeving geldt op denkbeeldige referentiepunten langs de meeste rijkswegen en spoorwegen. De betreffende wegen en spoorwegen zijn opgenomen op  geluidplafondkaart. De referentiepunten liggen aan weerszijden van de infrastructuur op 50 meter afstand, en op een onderlinge afstand van ongeveer 100 meter. De punten liggen op een hoogte van 4 meter boven het maaiveld.

## Wetgeving
De wetgeving omtrent de geluidproductieplafonds is opgenomen in Hoofdstuk 11, Titel 11.3 van de Wet milieubeheer. Dat hoofdstuk is op 1 juli 2012 van kracht geworden. Bij de eerste vaststelling van de plafonds is uitgegaan van de heersende situatie op een bepaald moment. Voor rijkswegen is uitgegaan van de heersende waarde over het jaar 2008. Voor spoorwegen is uitgegaan van het gemiddelde over de jaren 2006, 2007 en 2008. Dit laatste is gedaan omdat het geluid langs spoorwegen sterker fluctueert dan langs rijkswegen. 
Bij de invoering van de plafonds is ermee rekening gehouden dat het verkeer groeit, en dat daardoor de geluidproductie toeneemt. Om te voorkomen dat de plafonds direct na inwerkingtreding van de wet overschreden zouden worden, is bij de heersende waarde een werkruimte van 1,5 dB opgeteld. Voor recente projecten, zoals wegen of spoorwegen die op grond van een in 2012 of de periode daarvoor genomen tracébesluit zijn of nog worden aangelegd, zijn de plafonds vastgesteld op grond van de uitgangspunten van dat tracébesluit. Voor spoorlijnen met weinig verkeer zijn de plafonds op een vaste waarde vastgesteld. 
Hoe de geluidplafonds precies berekend moeten worden is vastgelegd in het Reken- en meetvoorschrift geluid 2012.

## Geluidregisters
De geluidproductieplafonds zijn vastgelegd in openbare geluidregisters, die door Rijkswaterstaat en ProRail beheerd worden. Elk besluit door het bevoegd gezag dat effect heeft op de plafonds, wordt direct in deze registers opgenomen.
De geluidregisters bevatten naast de ligging van de referentiepunten en de hoogte van de geluidproductieplafonds ook gegevens die nodig zijn om met de geluidproductieplafonds geluidberekeningen uit te voeren. Dat zijn onder andere de aantallen voertuigen die over de weg of spoorweg rijden, de snelheid, het type wegverharding resp. het type bovenbouw. Ook bevat het geluidregister gegevens over de snelheid van de auto's en treinen, en bij treinen of deze optrekken dan wel afremmen.
De gegevens uit het geluidregister kunnen worden gedownload in een formaat geschikt voor gebruik in een GIS-systeem.
De gegevens in het geluidregister komen niet overeen met de werkelijke situatie, maar zijn alleen bedoeld om berekeningen te kunnen maken. Zo kan een gemeente bij het ontwikkelen van een nieuwbouwplan met behulp van de gegevens uit het geluidregister de maximale geluidbelasting berekenen op de woningen. De gemeente en de bewoners kunnen ervan uitgaan dat deze geluidbelasting, via de naleving van de geluidplafonds, niet overschreden wordt.
De gegevens in de geluidregisters zijn in beginsel gebaseerd op historische gegevens tot en met het jaar 2008. Bij het voeren van een procedure bij een weg of spoorweg, zoals een tracébesluit kunnen de gegevens gewijzigd worden. Dan worden de gegevens gebaseerd op bij het tracébesluit gebruikte prognose. 

## Naleving van de plafonds
De beheerders van de rijkswegen en spoorwegen, respectievelijk Rijkswaterstaat en ProRail, moeten ervoor zorgen dat de geluidproductieplafonds worden nageleefd. De plafonds mogen niet overschreden worden. Rijkswaterstaat en ProRail rapporteren hier jaarlijks over aan de bewindslieden van het Ministerie van Infrastructuur en Milieu. De rapportage wordt met een nota van bevindingen van de minister aangeboden de Tweede Kamer. In deze rapportage moeten de beheerders aangeven of de plafond binnen 0,5 dB worden benaderd en moeten zij aangeven welke stappen zij zullen ondernemen om te voorkomen dat de plafonds niet overschreden worden.

## Geluidmaatregelen
Bij een dreigende overschrijding van de plafonds kunnen Rijkswaterstaat of ProRail geluidmaatregelen treffen. Dit hoeft niet tegen elke prijs te gebeuren. Er kan een doelmatigheidsafweging worden gemaakt. De methodiek hiervoor is beschreven in het Besluit geluid milieubeheer en in de Regeling geluid milieubeheer. De methodiek is gebaseerd op een kosten/baten afweging waarbij de hoogte van de geluidsbelasting op geluidsgevoelige objecten (zoals woningen) in de omgeving van de plafonds een grote rol speelt, evenals het aantal objecten dat profijt heeft van de geluidmaatregelen. 
Voorbeelden van geluidmaatregelen zijn een stil wegdek zoals tweelaags-ZOAB, de toepassing van raildempers, of het bouwen van geluidsschermen of geluidswallen.

## Wijziging van de plafonds
Als de geluidmaatregelen niet doelmatig zijn, of als er technische, stedenbouwkundige of landschappelijke bezwaren tegen de maatregelen bestaan, kunnen Rijkswaterstaat of ProRail een wijziging van de geluidproductieplafonds verzoeken aan het bevoegd gezag. Een besluit van het bevoegd gezag hierover wordt genomen met mogelijkheden voor inspraak van betrokkenen op grond van de Algemene wet bestuursrecht.

## Woningbouw
Bij de bouw van woningen of andere geluidsgevoelige objecten geldt de Wet geluidhinder. De gemeente is verplicht bij het wijzigen van een bestemmingsplan te onderzoeken of bouw van deze objecten mogelijk is binnen de normen van de wet. Daarbij moet de gemeente uitgaan van de brongegevens van de rijksweg of spoorweg die horen bij de geluidproductieplafonds en die zijn opgenomen in de geluidregisters. 